# Pyrgota nelsoni
Pyrgota nelsoni är en tvåvingeart som beskrevs av Boris C. Kondratieff och Fitzgerald 1993. Pyrgota nelsoni ingår i släktet Pyrgota och familjen Pyrgotidae.
Artens utbredningsområde är Arizona. Inga underarter finns listade i Catalogue of Life.